# Stormyrsjön, Lappland
Stormyrsjön är en sjö i Åsele kommun i Lappland och ingår i Ångermanälvens huvudavrinningsområde. Sjön har en area på 0,24 kvadratkilometer och ligger 341,3 meter över havet.

## Delavrinningsområde
Stormyrsjön ingår i det delavrinningsområde (710057-158923) som SMHI kallar för Utloppet av Stormyrsjön. Medelhöjden är 363 meter över havet och ytan är 1,2 kvadratkilometer. Det finns inga avrinningsområden uppströms utan avrinningsområdet är högsta punkten. Vattendraget som avvattnar avrinningsområdet har biflödesordning 3, vilket innebär att vattnet flödar genom totalt 3 vattendrag innan det når havet efter 223 kilometer. Avrinningsområdet består mestadels av skog (69 procent). Avrinningsområdet har 0,24 kvadratkilometer vattenytor vilket ger det en sjöprocent på 20 procent.